# City Malmö
City Malmö  som en edition av City tidningarna började publiceras den 17 januari 2011. Det var en gratistidning som riktade sig till Malmö  åren 2011–2015. Tidningen ingick i gratistidningskonceptet City med fokus på unga läsare.
2011 bestämde sig ledningen för tidningen att göra två editioner av City Malmö Lund en City Malmö och en City Lund. Tidningens fullständiga titel var City Malmö men sporadiskt återkom City Malmö Lund under sista året 2015.
Sydsvenskan beskrev 2013 Citytidningarna som utpräglat lokala med en målgruppen som är 18-39-åringar. 

## Redaktion
Redaktionsort  var Malmö  och tidningens redaktion var på Stortorget 9 i Malmö.
| Period                 | Ansvarig utgivare | Period                 | Redaktör         |
| 2011-01-17--2012-12-14 | Forsberg, Kersti  | 2011-01-17--2013-06-03 | Forsberg, Kersti |
| 2012-12-17--2013-01-14 | Kanje, Jonas      | 2013-06-04--2015-07-03 | Dahmén, Lars     |
| 2013-01-15--2013-06-03 | Forsberg, Kersti  | 2015-08-10--2015-10-16 | Rehnquist, Pia   |
| 2013-06-04--2014-02-07 | Dahmén, Lars      |                        |                  |
| 2014-02-10--2014-03-10 | Philipson, Lena   |                        |                  |
| 2014-03-11--2014-04-30 | Dahmén, Lars      |                        |                  |
| 2014-05-02--2015-01-28 | Philipson, Lena   |                        |                  |
| 2015-01-29--2015-07-03 | Dahmén, Lars      |                        |                  |
| 2015-08-10--2015-10-16 | Rehnquist, Pia    |                        |                  |

## Tryckning
Tidningen trycktes i fyrfärg och kom ut 5 dagar i veckan måndag till fredag. Torsdagar hade tidningen en bilaga Bo, som var en bostadstidning. Tidningen sidantal var inledningsvis stort med 48 sidor 2011, men minskade till 16 till 36 sidor det sista året. Annonsomfattning var som ett genomsnitt 56%. så ett minskat sidantal speglar ett vikande annonsunderlag.
Tryckeri för tidningen var 2011-2013 Malmö Tidningstryck aktiebolag i Malmö och sedan 2013-2015 Bold / Sydsvenskan  i Malmö. Löpsedlarna trycktes av Sydsvenskan hela tiden.

## Upplaga
Inklusive City Lund var upplagan 56 500 2011, och steg till 60 800 under 2012, men föll sedan till runt 45 000 men då utan City Lund. Enligt annan källa hade City Malmö en upplaga på 41 800 ex och 129 000 dagliga läsare (Orvesto 2011 helår). Upplagan totalt i Skåne för alla Citytidningar  varcirka 90 000 ex, med antalet dagliga läsare: 172 000 (Orvesto helår 2011:1). 
På grund av dålig lönsamhet lades tidningen ned 16 oktober 2015 som den sista av City-tidningarna och ersattes av Sydsvenskans nya tidning Hallå en gång i veckan.